# Маццуоли, Джованни Антонио
Джованни Антонио Маццуоли (итал. Giovanni Antonio Mazzuoli; 1640, Сиена — 23 марта 1714, Сиена) — итальянский скульптор эпохи барокко сиенской школы.

## Биография
Джованни Антонио родился в 1640 году в Сиене в семье Дионисио Маццуоли и Марии Санфинокки. Долгое время вместе с младшим братом Агостино работал каменщиком и скульптором на строительстве Сиенского собора. После смерти первой жены Лючии в 1669 году он в следующем году снова женился на Антонии Галли, от которой у него было много детей, включая скульпторов Бартоломео и Джованни Мария.
Среди его основных работ: надгробие Антонио Роспильози в церкви Сан-Виджилио (1658), статуя Святого Фомы из Вильянуэвы в церкви Сан-Мартино (1684); алтарь оратория Святого Антонио Падуанского (1686); «Преображение святого Бенедикта» (1693) для утраченной церкви оливетанцев, позднее перенесённого в церковь Сан-Кристофоро; главный алтарь (ок. 1690) и алтарь Мадонны делле Грацие (1706) собора в Гроссето. Он также выполнял различные заказы для патрицианской семьи Де Векки.

## Галерея

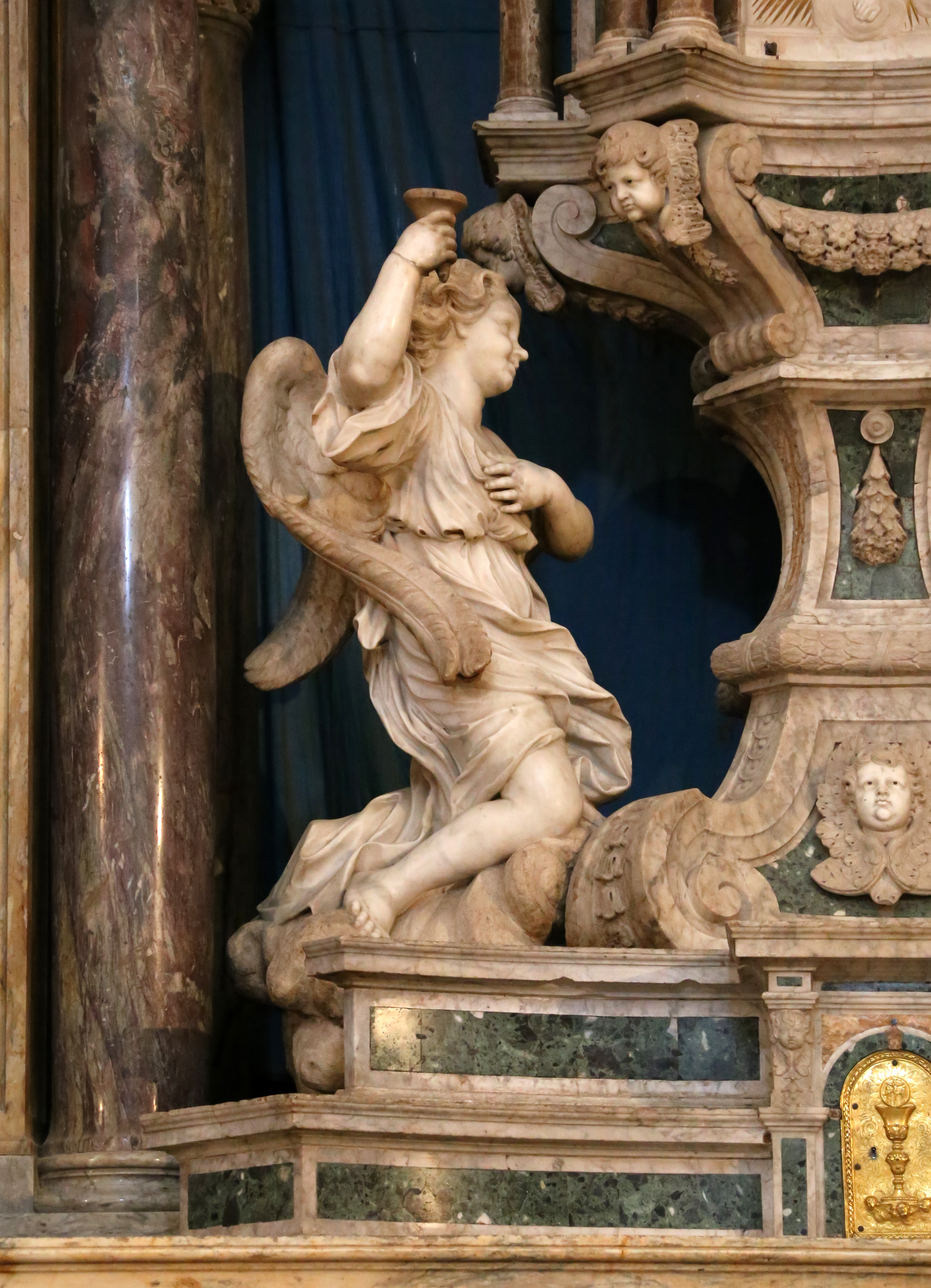
Франческо, Джованни Антонио и Джузеппе Маццуоли. Фигура ангела главного алтаря церкви Сант-Агостино в Сиене. Ок. 1610
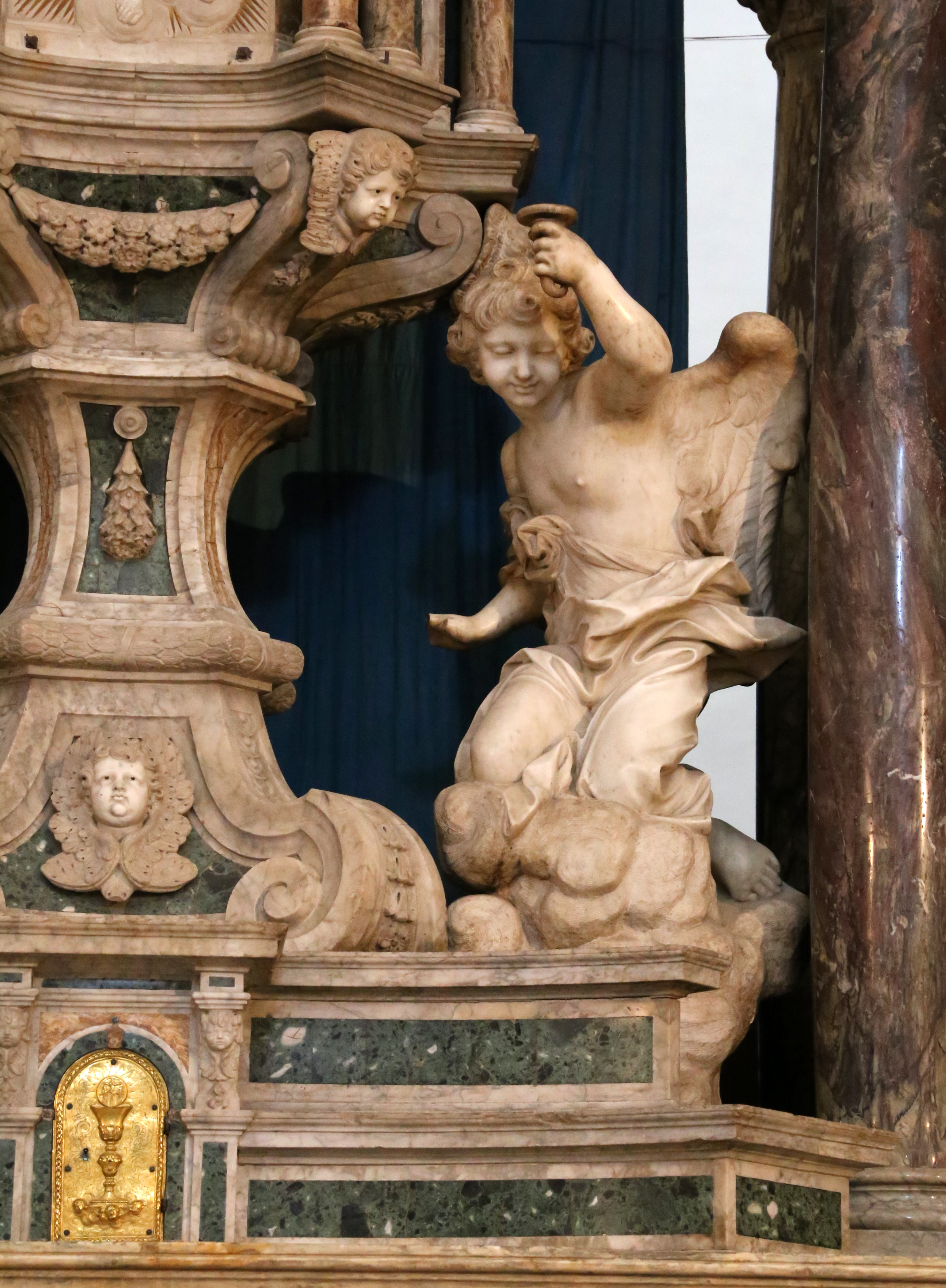
Второй ангел алтаря
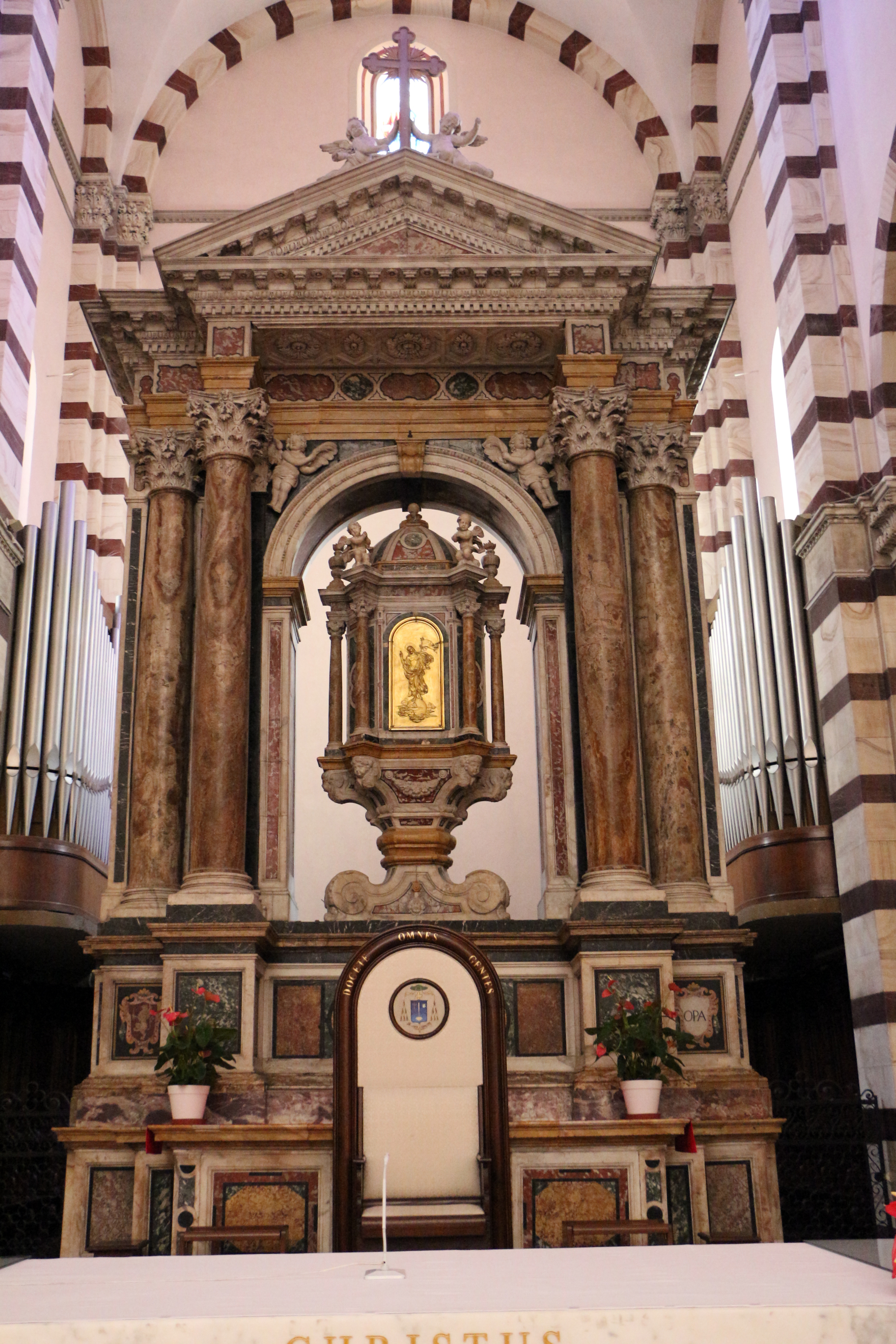
Т. Реди и Дж. А. Маццуоли. Главный алтарь Собора в Гроссето. 1649
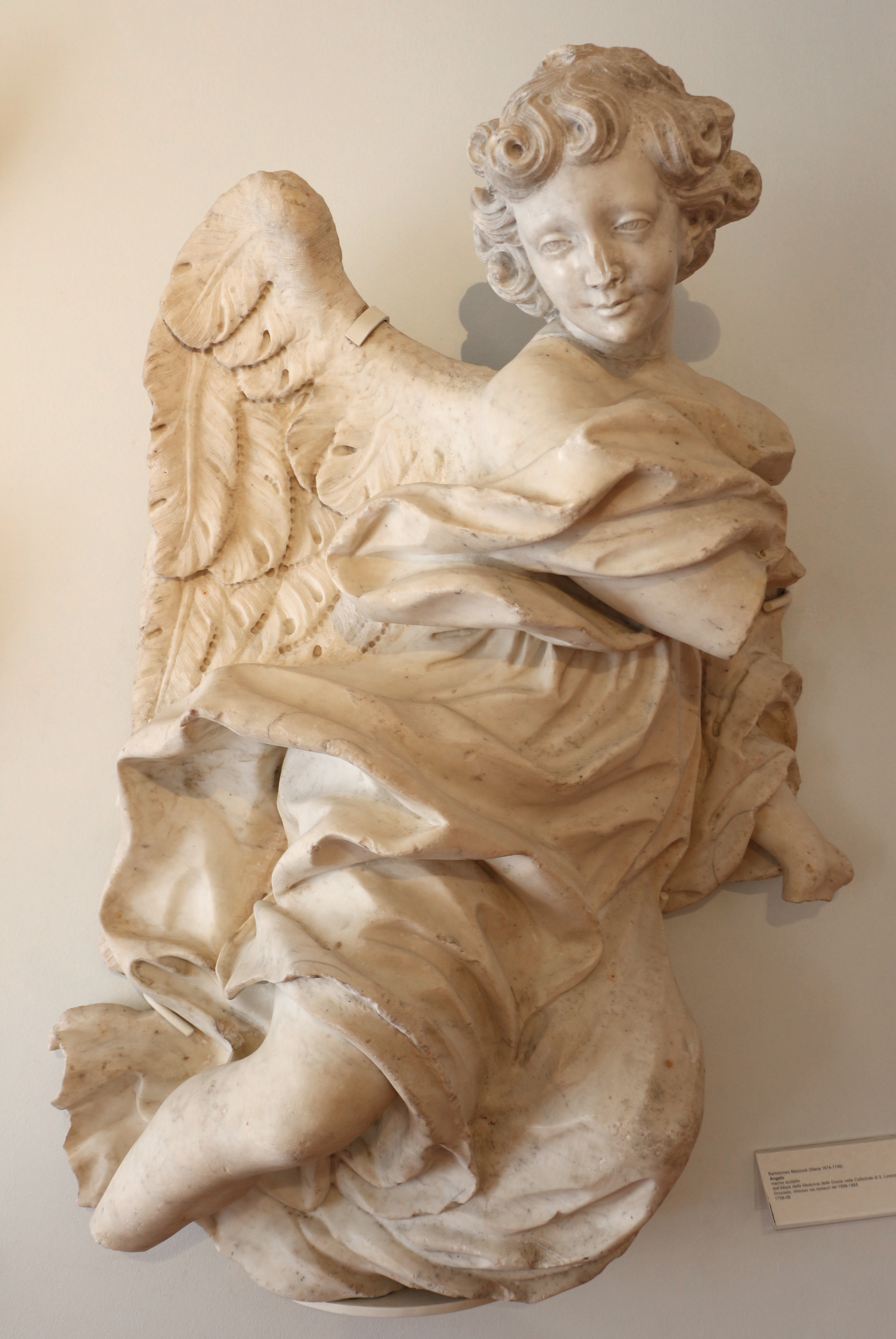
Ангел. Деталь алтаря
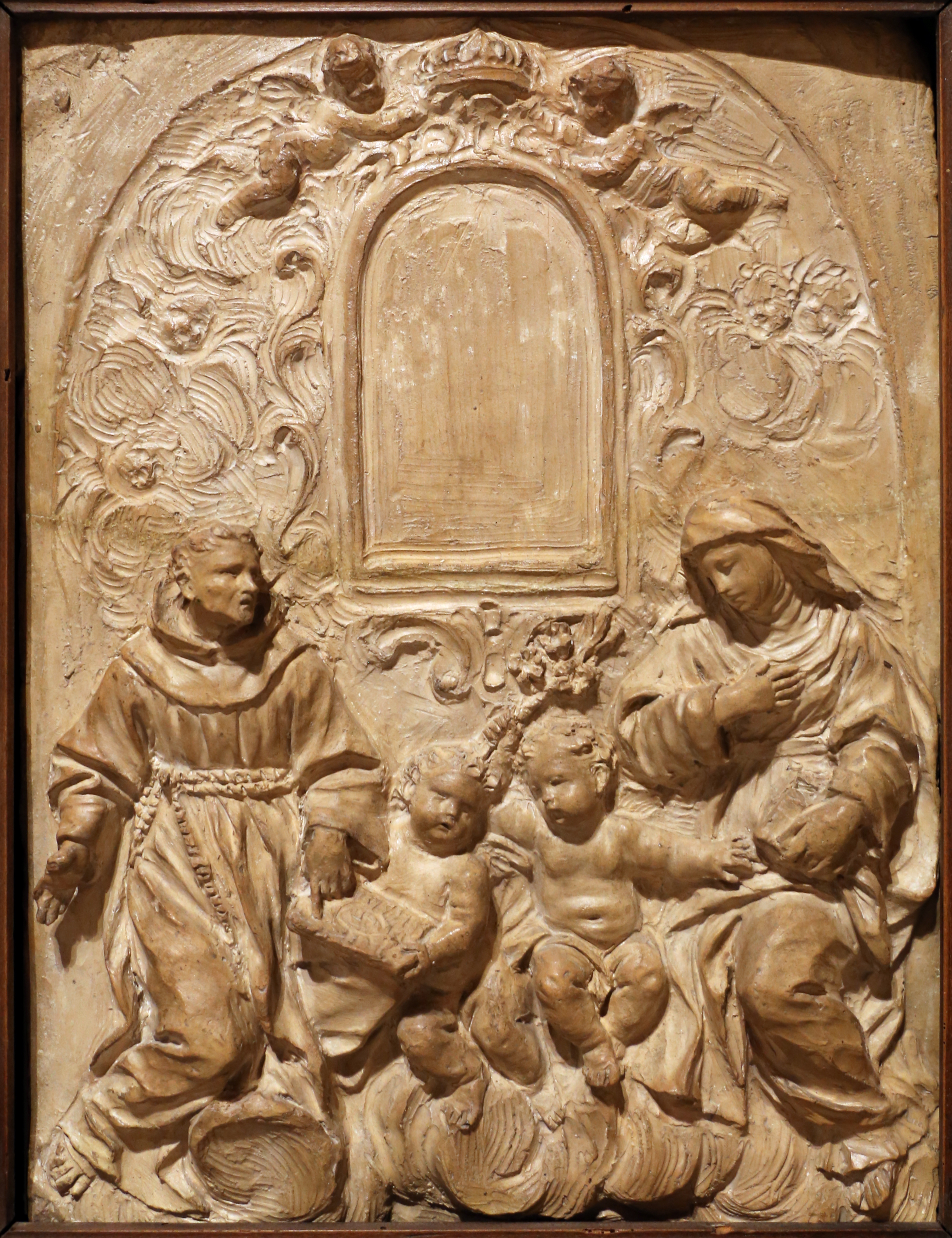
Святые, поклоняющиеся скинии. Деталь Порта Сенезе в Буонконвенто. Музей искусств, Буонконвенто
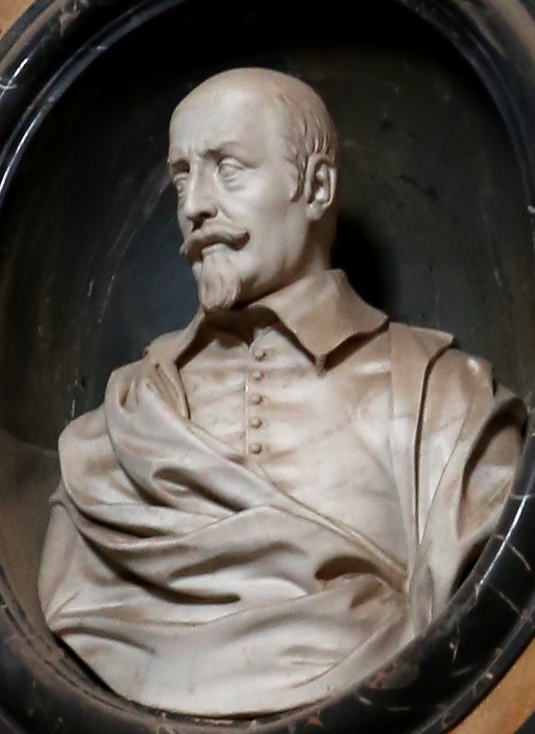
Портрет графа Орсо Д'Эльчи. 1688